# Каватручей
Каватручей — ручей в России, протекает по территории Онежского района Архангельской области. Длина ручья — 10 км.
Ручей берёт начало из озера Кавата на высоте 66,0 над уровнем моря.
Течёт преимущественно в северо-западном направлении по заболоченной местности.
Ручей в общей сложности имеет два притока суммарной длиной 4,5 км.
Втекает на высоте выше 35,4 м над уровнем моря в Суласручей, который через 200 м втекает в реку Левешку, которая, в свою очередь, впадает в реку Кушереку, впадающую в Онежскую губу Белого моря (Поморский берег).
Населённые пункты на ручье отсутствуют.
Код объекта в государственном водном реестре — 03010000212202000007640.